# Дечија игра (филм из 2019)
Дечије игре (енгл. Child's Play) је америчко-канадски слешер хорор филм из 2019. године, режисера Ларса Клевберга, са Обри Плазом, Гејбријелом Бејтманом, Марком Хамилом и Брајаном Тајријем Хенријем у главним улогама. Представља римејк истоименог филма из 1988, као и осми филм у серијалу Дечије игре.
Према првобитном плану за римејк, Бред Дуриф је требало да се врати у улогу Чакија, али је 2018. продукцијаска кућа Метро-Голдвин-Мејер најавила римејк са измењеним креативним тимом и Марком Хамилом у улози главног негативца. Сценариста Тајлер Бартон Смит изјавио је да је инспирацију, поред оригиналног филма, добио и из Е. Т. ванземаљца (1982) Стивена Спилберга.
Филм је премијерно приказан 21. јуна 2019. у дистрибуцији компаније Јунајтед артистс. Добио је помешане критике и зарадио 45 милиона долара са буџетом од 10 милиона долара, што је веома слично заради коју је постигао оригинални филм.

## Радња
Мултинационална корпорација Каслан покренула је производњу високотехнолошких револуционарних лутака Бади (енгл. buddy — другар), које уче из свог окружења. Лутке врло брзо стичу велику популарност и постижу огроман комерцијални успех. Један од преморених радника у вијетнамској фабрици, добија отказ због незадовољавајућих резултата. Заузврат, он уклања све сигурносне механизме са једне лутке, након чега почини самоубиство. Лутка је спакована са осталима и спремљена за међународну испоруку.
Самохрана мајка Карен Баркли успева да набави једну Бади лутку за 12. рођендан свог сина Ендија. Када је први пут покренут, лутак сам себе назива „Чаки” и врло брзо почиње да испољава насилно понашање.

## Улоге
| Глумац             | Улога               |
| ------------------ | ------------------- |
| Обри Плаза         | Карен Баркли        |
| Гејбријел Бејтман  | Енди Баркли         |
| Марк Хамил         | Чаки                |
| Брајан Тајри Хенри | детектив Мајк Норис |
| Тим Матесон        | Хенри Каслан        |
| Беатриче Кицос     | Фалин               |
| Тај Консиљо        | Паг                 |
| Марлон Казади      | Омар                |
| Дејвид Луис        | Шејн                |
| Чарлс Берк         | Дорин Норис         |
| Трент Редекоп      | Гејб                |
| Амро Мајзуб        | Вес                 |
| Никол Ентони       | детектив Вилис      |
| Финекс Ли          | Чин                 |